# 陳玉勳
陳玉勳（1962年6月21日—），出生於台北，台灣導演。是首位以同部電影（《消失的情人節》）獲得臺灣的電影三獎（金馬獎、臺北電影獎、臺灣影評人協會獎）導演獎的第1人。

## 生平
『國四班』（國中畢業重考高中的補習班）考上成功高中（留級1次），然而於大學聯考名落孫山，不得已只好先去當兵。第二次大學聯考（時年22歲）方考上淡江大學教育資料科學學系（現改名為資訊與圖書館學系，1989年畢業）。
他喜歡繪畫和重金屬搖滾。直到大四那年，因為到大傳系擔任攝影棚助理，因而有機會到導演王小棣那裡實習，才終於找到自己的最愛－－用影像說故事。
他的第一份工作，從擔任導演蔡明亮所拍攝的一部台語喜劇《快樂車行》場記開始做起。
他曾因不滿台灣拍片環境與票房失利而離開電影圈13年，期間拍攝了許多廣為人知的逗趣廣告作品。
2020年，以電影《消失的情人節》獲得第57屆金馬獎最佳劇情長片、最佳導演、最佳原著劇本、最佳視覺效果、最佳剪輯共五項大獎。。

## 電視編導作品
- 1989年「快樂車行」
- 1989年「佳家福」
- 1991年「小市民的天空—我們算不算天使」
- 1992年「母雞帶小鴨」
- 1994年「納桑嘛谷－我的家」[1]
- 2016年「植劇場－天黑請閉眼」

## 電影編導作品
- 1994年《熱帶魚》  演員：文英、阿匹婆[1]
  - 1995 榮獲瑞士羅加諾國際影展藍豹獎及國際影評人獎；金馬獎最佳原著劇本獎；中國時報二十一世紀青年百傑獎
  - 1996 榮獲法國蒙貝利耶電影節最佳影片金熊貓獎

- 1997年《愛情來了》  演員：陳進興、堂娜、廖慧珍、黃子佼、施易男
  - 獲得行政院新聞局優良電影劇本獎
  - 榮獲金馬獎最佳男配角獎、最佳女配角獎。

- 2010年《茱麗葉》之第三篇  演員：梁赫群、康康（康晉榮）
- 2011年《10+10》中的〈海馬洗頭〉  演員：李烈、柯一正、柯宇綸
  - 2011年金馬國際影展開幕片
  - 入圍2012年柏林影展電影大觀單元
- 2013年《總舖師》  演員：楊祐寧、林美秀、夏雨喬[1]
- 2017年《健忘村》  演員：舒淇、張孝全、曾志偉
- 2020年《消失的情人節》  演員：劉冠廷、李霈瑜
  - 榮獲金馬獎最佳劇情長片、最佳導演、最佳原著劇本、最佳視覺效果、最佳剪輯。
  - 入選釜山國際影展 Open Cinema單元
  - 2021年榮獲台灣影評人協會獎最佳導演
  - 2021年榮獲第23屆臺北電影獎最佳導演
- 2025年《大濛》  演員：方郁婷、柯煒林、9m88、曾敬驊

## 編劇
- 2015年 電影《青田街一號》 與導演李中 共同編劇

## 表演
- 2000年 電影《純屬意外》
- 2006年 電影《國士無雙》
- 2011年 電影《10+10》
- 2011年 電影《星空》
- 2012年 電影《愛》
- 2013年 電影《失魂》
- 2016年 電影《一路順風》

## 廣告作品
- 肌樂 疼痛軟膏 藥房篇 廣告
- 和信電訊 「輕鬆打」 沒來篇 廣告
- 黑松股份「零度啤酒」酒測篇 廣告
- 桂格 「活靈芝」 以笑傳家篇 廣告
- 維力食品「什麼丸意兒」系列廣告
- 京都念慈菴喉糖系列廣告[1]
- 維力食品「維力手打麵」系列廣告[1]
- 黑松股份「黑松茶花綠茶」系列廣告[1]
- 保力達「蠻牛」系列廣告
- 神來也麻將手機遊戲系列廣告
- 2010金馬影展年度形象廣告

## 音樂錄音帶MV
| 歌曲名稱                                              | 演唱者 | 收錄專輯     | 首播日期                  |
| ----------------------------------------------------- | ------ | ------------ | ------------------------- |
| 心中無別人 （页面存档备份，存于）                     | 五月天 | 愛情萬歲     | 2012年4月11日             |
| 憨人 （页面存档备份，存于）                           | 五月天 | 愛情萬歲     | 2012年4月26日             |
| 你不是真正的快樂 （页面存档备份，存于）               | 五月天 | 後青春期的詩 | 2008年(KTV) 2013年1月18日 |
| 出頭天 （页面存档备份，存于）                         | 五月天 | 後青春期的詩 | 2008年(KTV) 2013年1月18日 |
| 有些事現在不做一輩子都不會做了 （页面存档备份，存于） | 五月天 | 第二人生     | 2013年12月12日            |

## 著作
- 《飛天脫線記：大陸拍片漫畫記趣》：華視文化公司1996年出版，ISBN 957-572-089-X

## 社會參與和發言
- 2012年6月與柯一正、戴立忍、駱以軍、吳乙峰與愛亞等60位藝文界人士發起半分鐘快閃反核活動，於總統府前凱達格蘭大道上排人字呼「我是人，我反核」口號。[4]
- 2013年陳玉勳就服貿協議於臉書開炮，直批總統馬英九「簽訂兩岸服務貿易協定不告訴老百姓和立法院，肛門口長兩顆息肉卻要告訴全世界？」

- 2014年太陽花學運期間，陳玉勳親臨立法院為抗議學生打氣，「聽說太陽餅送到這邊來，所以想來吃一下」。還曾在臉書發文，「爺爺革命，爸爸才有票投；爸爸亂投票，兒子就得革命」，「別人的原因我不知道，我要的是捍衛民主，必須讓政客尊重老百姓，服貿再重要也沒有民主重要。」

- 2014年4月10日，太陽花學運從立法院退場，陳玉勳再次在臉書PO照，並寫著「世界可能不會變好，但你會」；他並感謝學生：「看得清楚事情，就能懂得欣賞；懂得欣賞，就能收穫許多；多采多姿、朝氣蓬勃、溫暖幽默、創意無限；感謝這場學生領導的公民運動，激發出臺灣新的思維，我們會變得更好。」
- 2017年1月5日，發表聲明強調未曾支持台灣獨立運動，「我從來就沒有台獨的理念，也不支持台獨、更不是台獨人士」，強調「反服貿」不等於「台獨」，期盼台海兩岸民眾敞開心胸、放下成見、增進互信，期盼台海兩岸影視產業交流更加順暢[5]。

## 外部連結
- 陳玉勳在互联网电影资料库（IMDb）上的資料（英文）（英文）
- 在AllMovie上陳玉勳的頁面（英文）
- 在AllMovie上陳玉勳的頁面（英文）
- 陳玉勳在香港影庫上的簡介
- 陳玉勳在豆瓣上的资料（简体中文）
- 陳玉勳在时光网上的簡介（简体中文）
- 陳玉勳在台灣電影網上的資料（繁體中文）